# 서장 구분기
서장 구분기(letter sorting machine, LSM)는 우편봉투에 인쇄된 바코드를 판독하여 우편물을 우편번호별로 구분하는 기계이다. 대한민국은 우편집중국에 서장 구분기를 설치 및 운영하여 우편물의 구분을 자동화하고 있다.

## 같이 보기
- 순로구분기